# Suibara Chikanori
Suibara Chikanori (水原親憲?; 1546 – 26 giugno 1616) fu un samurai giapponese del periodo Sengoku servitore del clan Uesugi, conosciuto anche come Suibara Takaie.

## Biografia
Takaie nacque nel 1546 a Uonuma in quella che fu la provincia di Echigo. Era figlio di Ōzeki Chikanobu servitore del Clan Uesugi. 
Si fece notare durante la quarta battaglia di Kawanakajima da Uesugi Kenshin di cui divenne uno dei più importanti generali. Dopo la morte di Kenshin appoggiò Uesugi Kagekatsu durante la guerra di successione al clan e divenne anche di quest'ultimo uno dei servitori più noti. 
Durante la campagna di Sekigahara seguì Kagekatsu nella battaglia di Hasedō e si scontrò con Mogami Yoshiaki. Partecipò anche all'assedio di Osaka. 